# Лебяжье (Нижнедевицкий район)
Лебяжье — село в Нижнедевицком районе Воронежской области.
Входит в состав Синелипяговского сельского поселения.

## География
Село Лебяжье находится в Воронежской области вблизи границы с Курской и Белгородской областями.

### Улицы
- ул. Лебяженская

## Население
Максимальная численность населения составляла около 500 человек (102 двора, около 80 учеников в семилетней школе). Такая численность отмечалась в середине XX века.
К 2020 году постоянное население сократилось примерно до 20 человек.

## Известные уроженцы
- Супонев, Фёдор Васильевич (1927—1985) — советский скульптор.